# Manny Mercer
Emmanuel Lionel Manny Mercer, född 15 november 1928 i Bradford i West Yorkshire i England, död 26 september 1959 i Ascot i Berkshire i England, var en engelsk galoppjockey.

## Karriär
Mercer var den ledande jockeyn i England under större delen av 1950-talet. 1954 vann Mercer 88 löp och slutade tvåa i striden om det engelska jockeychampionatet. Under sin korta karriär vann Mercer bland annat 1000 Guineas Stakes (1953) och 2000 Guineas Stakes (1954).
1952 fick han stor medieuppmärksamhet i USA för sin ritt på Wilwyn, när denne segrade i första upplagan av Washington, D.C. International Stakes på Laurel Park Racecourse i Laurel, Maryland.

### Död
Mercer avled den 26 september 1959 när hästen Priddy Fair kastade honom före starten av Red Deer Stakes vid Ascot Racecourse. Mercer träffades av en spark i huvudet och föll till marken. Tidningen The Age i Melbourne kallade Mercer "en av Storbritanniens mest lysande jockeys", då de rapporterade om hans död.
Manny Mercer Court i Newmarket i Suffolk är namngiven till hans ära. Han är begravd på Newmarket Cemetery.